# Monitor (datalogi)
 For alternative betydninger, se Monitor. (Se også artikler, som begynder med Monitor)
En monitor er et synkroniseringsprimitiv, der som en semafor giver mulighed for at sikre, at der kun er en aktiv proces, i en del af et computerprogram. Monitorfunktionen kræver understøttelse i det anvendte programmeringssprog. Programmeringssproget Java har denne mulighed.
I Java markeres en monitor med nøgleordet synchronized. Dette kan dække over en hel metode eller en del af den. Hvis en metode er synkroniseret, er der kun en, der kan bruge ad gangen. Hvis flere processer prøver, må de øvrige vente. Risikoen for at en monitor går i baglås er minimal, da de konkrete instruktioner til udførsel af låsningen genereres automatisk.
| Programmering | Spire Denne artikel om datalogi eller et datalogi-relateret emne er en spire som bør udbygges. Du er velkommen til at hjælpe Wikipedia ved at udvide den. |